# Mouvement d'implication francophone d'Orléans
Fondé en 1979, le Mouvement d'implication francophone d'Orléans (Ontario, Canada) (MIFO) a pour mission de promouvoir la culture francophone et de contribuer à son épanouissement par l’offre d’activités et de services éducatifs, artistiques et communautaires culturels aux résidents francophones et francophiles d'Orléans, secteur d'Ottawa situé à l'est de la ville, et des environs. Le MIFO exploite le Centre culturel d'Orléans, inauguré en 1985, présente des spectacles au Centre des arts Shenkman et propose entre autres des services de garde, une école de musique, une galerie d'art et un centre de vie active pour aînés.

## Historique
Le MIFO ouvre ses portes en 1979 afin de favoriser l'expression culturelle de la communauté d'Orléans. En 1979, la toute première équipe compte 30 bénévoles et un employé. En 2021, ce sont 360 employés et 40 bénévoles qui démontrent passion, dynamisme et dévouement. Cette grande équipe travaille à servir les 4 000 familles membres du centre culturel.

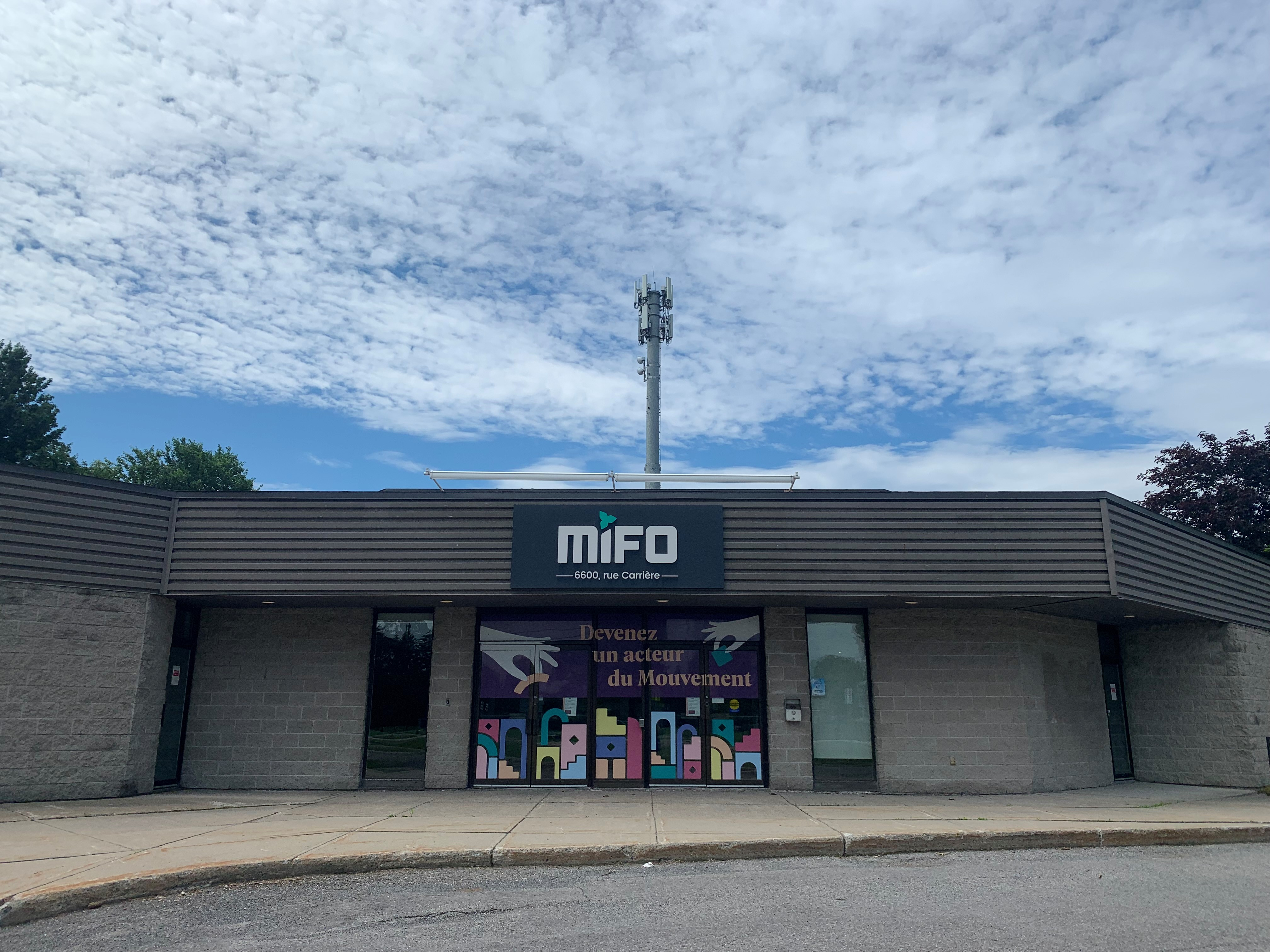
Le centre culturel du MIFO en 2021.

Le MIFO est né d’un projet d’une classe d’économie de l’École secondaire Garneau en 1978. À la fin des années 1970, de nouveaux quartiers font leur apparition à Orléans, des quartiers surtout anglophones. Le petit village d’Orléans de quelques milliers d’âmes commence à vivre une croissance rapide (et qui n’a jamais cessé depuis). Les élèves de cette classe d’économie, avec Monique Deslauriers et Raymond Benoît comme élèves-coordonnateurs, commencent à travailler sur un projet commun appelé « La survivance du fait français à Orléans », sans savoir qu’il serait les fondements d’un centre culturel toujours en expansion plus de 40 ans plus tard.
En 1981, les énergies sont concentrées à trouver un endroit pour établir un centre culturel permanent. À ce moment, on s’installe au 2509, boulevard St-Joseph et même si l’espace est petit, le MIFO a enfin un lieu où la population peut trouver des ressources et où les employés peuvent travailler. La première pelletée de terre du centre culturel du MIFO se fait le 13 octobre 1984 et il est enfin inauguré le 8 septembre 1985. La rue Carrière où il est situé, en plus des deux écoles, devient un lieu de référence pour les francophones et les francophiles.
Le MIFO inaugure son Monument de la Francophonie en 2007, le 3e à voir le jour en Ontario.
L'année 2009-2010 marque une page dans l'histoire d'Orléans avec l'ouverture du Centre des arts Shenkman, attendue depuis si longtemps. En tant que partenaire artistique résident, le MIFO a le mandat d'y présenter le programme de spectacles francophones professionnels. Depuis l’ouverture officielle du Centre des Arts Shenkman en 2009, le MIFO s’est élevé au rang du plus important diffuseur professionnel francophone de l’Ontario. En 2014, le MIFO est reconnu en tant qu’organisme service aux arts par la Ville d’Ottawa. La même année, il se fusionne avec le Centre Séraphin-Marion d'Orléans, centre de jour destiné aux semi-retraités et retraités. L'organisme offre alors des cours et des activités pour tous les groupes d’âge.

## Programmes et services

### Art et culture
L'offre culturelle et artistique du MIFO comporte plusieurs volets.
École de musique du MIFO
L'École de musique du MIFO offre les services de professeurs pour l'enseignement de la musique à tous les niveaux, ainsi que pour la préparation aux examens du conservatoire de Toronto, en français. Ces cours sont offerts aux enfants, aux adolescents et aux adultes.
Galerie d'art Eugène-Racette
La Galerie d'art Eugène-Racette accueille des artistes francophones de la région dans le cadre d'expositions mensuelles.
Spectacles
Depuis 2009, le MIFO présente la majorité de ses spectacles au Centres des arts Shenkman. Les autres sont présentés dans la grande salle de son centre culturel pour une ambiance plus intime. Le programme comprend entre autres de l'humour, du théâtre, de la danse, de la musique (classique et contemporaine), du conte et des spectacles pour la famille. Le MIFO est membre de Réseau Ontario, « le réseau de diffusion des arts de la scène de l'Ontario français »,.
Objectif Cinéma
Le MIFO présente des projections bimensuelles, un festival de films d'une semaine et des matinées scolaires. Tous les films présentés sont d'origine francophone.

### Services éducatifs
Le MIFO offre divers services destinés aux enfants et aux adolescents.
Services de garde préscolaires et parascolaires dans 8 écoles
- Centres éducatifs préscolaires: 18 mois à 4 ans, temps plein et temps partiel
- Parascolaire: 4 à 12 ans, avant et après l'école
- Écoles élémentaires catholiques Saint-Joseph d'Orléans, l'Étoile-de-l'Est, Sainte-Marie, des Pionniers des Pins, des Voyageurs et Notre-Dame-des-Champs ainsi que l'École élémentaire publique l'Odyssée.

Une équipe d'éducateurs/éducatrices et d'animateurs/animatrices expérimentés et passionnés travaillent auprès des enfants dans un environnement sécuritaire, stimulant et valorisant.
Camps et journées pédagogiques
Le MIFO offre un camp pendant la semaine de relâche, plusieurs camps pendant l'été ainsi qu'un camp pour le temps des Fêtes. Un service de garde est aussi offert lors des journées pédagogiques. Une panoplie d'activités sont organisées.
Cours et activités
Plusieurs cours et activités sont également offertes pour les enfants et les adolescents. Un nouveau programme est annoncé pour les sessions d'automne, d'hiver et de printemps/été.

### Loisirs
Le MIFO offre un programme de cours, d'activités et d'événements communautaires varié.
- Enfants et adolescents
- Adultes (15 ans et plus)
- Retraités - Centre de vie active CSMO (50 ans et plus)[14]

Les cours sont des occasions d’apprentissage auprès d’un expert. Un professeur qualifié est présent pour guider les participants tout au long de la session. Les activités sont quant à elle des moments pour se rassembler autour d'un intérêt commun et dirigées par des bénévoles. Sorties, soupers, causeries, conférences et plusieurs autres sont organisés.

## Partenariats communautaires
- Théâtre du village d'Orléans
- Société franco-ontarienne du patrimoine et de l'histoire d'Orléans